# My Boy (Elvis Presley)
My Boy is een nummer geschreven door Phil Coulter en Bill Martin. Zij vertaalden het Franse nummer Parce que je t'aime, mon enfant (omdat ik van je hou, mijn kind), geschreven door Jean-Pierre Bourtayre en Claude François. In 1974 bracht Elvis Presley het nummer uit op zijn album Good Times. Dat jaar werd het nummer tevens uitgebracht als de tweede single van het album.

## Achtergrond
"My Boy" is een sentimenteel nummer gezongen uit het oogpunt van een vader, die denkt dat zijn jonge zoon slaapt en niet kan horen wat hem verteld wordt. De vader vertelt over zijn moeilijke relatie met de moeder van het kind en dat het enige dat hij over heeft, is de liefde voor zijn zoon. In plaats van deze relatie met zijn zoon te verliezen, blijft de vader in een huwelijk zonder liefde voor zijn vrouw.
Het nummer werd voor het eerst opgenomen door acteur Richard Harris. Hij zong het voor het eerst in 1971 tijdens een muziekwedstrijd, gesponsord door Radio Luxembourg. Hoewel hij de wedstrijd niet won, nam hij het nummer op en bracht het later dat jaar uit op single. Het nummer bereikte de 41e plaats in de Verenigde Staten, waar het ook de dertiende plaats behaalde in de Adult Contemporary-lijst.
Op 13 december 1973 werd "My Boy" opgenomen door Elvis Presley, die het in 1974 op zijn album Good Times uitbracht. Bijna een jaar na de uitgave van het album werd het nummer uitgebracht op single. In de Verenigde Staten behaalde het de twintigste plaats in de hitlijsten, terwijl het in de Adult Contemporary-lijst een week op de eerste plaats stond. Ook piekte het nummer op de veertiende plaats in de countrylijsten. Verder werd het in een aantal Europese landen ook een grote hit; in het Verenigd Koninkrijk kwam het tot de vijfde plaats, in de Nederlandse Top 40 tot de negende plaats en in de Ultratop 50 van Vlaanderen tot de derde plaats.
Na Presley hebben een aantal andere artiesten het nummer ook gecoverd of vertaald naar andere talen. Zo nam Margot Werner een Duitse versie op onder de naam "Ich hab' im Leben nichts bereut". In 1975 schreef Peter Koelewijn een Nederlandse versie van het nummer onder de titel "Mijn zoon", wat werd opgenomen door Willy Alberti.

## Hitnoteringen
- Alle noteringen zijn behaald door de versie van Elvis Presley.

### Nederlandse Top 40
| Hitnotering: 04-01-1975 t/m 22-02-1975 | Hitnotering: 04-01-1975 t/m 22-02-1975 | Hitnotering: 04-01-1975 t/m 22-02-1975 | Hitnotering: 04-01-1975 t/m 22-02-1975 | Hitnotering: 04-01-1975 t/m 22-02-1975 | Hitnotering: 04-01-1975 t/m 22-02-1975 | Hitnotering: 04-01-1975 t/m 22-02-1975 | Hitnotering: 04-01-1975 t/m 22-02-1975 | Hitnotering: 04-01-1975 t/m 22-02-1975 | Hitnotering: 04-01-1975 t/m 22-02-1975 |
| Week                                   | 1                                      | 2                                      | 3                                      | 4                                      | 5                                      | 6                                      | 7                                      | 8                                      |                                        |
| -------------------------------------- | -------------------------------------- | -------------------------------------- | -------------------------------------- | -------------------------------------- | -------------------------------------- | -------------------------------------- | -------------------------------------- | -------------------------------------- | -------------------------------------- |
| Nummer                                 | 18                                     | 15                                     | 12                                     | 10                                     | 9                                      | 12                                     | 22                                     | 29                                     | uit                                    |

### Nationale Hitparade
| Hitnotering: 04-01-1975 t/m 15-02-1975 | Hitnotering: 04-01-1975 t/m 15-02-1975 | Hitnotering: 04-01-1975 t/m 15-02-1975 | Hitnotering: 04-01-1975 t/m 15-02-1975 | Hitnotering: 04-01-1975 t/m 15-02-1975 | Hitnotering: 04-01-1975 t/m 15-02-1975 | Hitnotering: 04-01-1975 t/m 15-02-1975 | Hitnotering: 04-01-1975 t/m 15-02-1975 | Hitnotering: 04-01-1975 t/m 15-02-1975 |
| Week                                   | 1                                      | 2                                      | 3                                      | 4                                      | 5                                      | 6                                      | 7                                      |                                        |
| -------------------------------------- | -------------------------------------- | -------------------------------------- | -------------------------------------- | -------------------------------------- | -------------------------------------- | -------------------------------------- | -------------------------------------- | -------------------------------------- |
| Positie                                | 26                                     | 15                                     | 9                                      | 9                                      | 14                                     | 15                                     | 23                                     | uit                                    |

### NPO Radio 2 Top 2000
| Nummer met noteringen in de NPO Radio 2 Top 2000 | '99 | '00 | '01 | '02 | '03 | '04 | '05 | '06 | '07 | '08 | '09 | '10 | '11 | '12 | '13 | '14 | '15 | '16 | '17 | '18 | '19 | '20 | '21 | '22 | '23 | '24 |
| ------------------------------------------------ | --- | --- | --- | --- | --- | --- | --- | --- | --- | --- | --- | --- | --- | --- | --- | --- | --- | --- | --- | --- | --- | --- | --- | --- | --- | --- |
| My Boy                                           | 484 | 541 | 472 | 428 | 367 | 487 | 275 | 390 | 455 | 393 | 401 | 476 | 603 | 535 | 601 | 617 | 637 | 711 | 631 | 651 | 604 | 547 | 509 | 477 | 332 | 299 |

1. ↑  Een vetgedrukt getal geeft de hoogste notering aan.

### Evergreen Top 1000
| Evergreen Top 1000 "My boy" | Evergreen Top 1000 "My boy" | Evergreen Top 1000 "My boy" | Evergreen Top 1000 "My boy" | Evergreen Top 1000 "My boy" | Evergreen Top 1000 "My boy" | Evergreen Top 1000 "My boy" | Evergreen Top 1000 "My boy" | Evergreen Top 1000 "My boy" | Evergreen Top 1000 "My boy" | Evergreen Top 1000 "My boy" | Evergreen Top 1000 "My boy" | Evergreen Top 1000 "My boy" | Evergreen Top 1000 "My boy" | Evergreen Top 1000 "My boy" | Evergreen Top 1000 "My boy" | Evergreen Top 1000 "My boy" |
| Jaar                        | 2008                        | 2009                        | 2010                        | 2011                        | 2012                        | 2013                        | 2014                        | 2015                        | 2016                        | 2017                        | 2018                        | 2019                        | 2020                        | 2021                        | 2022                        | 2023                        |
| --------------------------- | --------------------------- | --------------------------- | --------------------------- | --------------------------- | --------------------------- | --------------------------- | --------------------------- | --------------------------- | --------------------------- | --------------------------- | --------------------------- | --------------------------- | --------------------------- | --------------------------- | --------------------------- | --------------------------- |
| Positie                     | 235                         | 642                         | 633                         | 633                         | 643                         | 210                         | 195                         | 137                         | 176                         | 194                         | 111                         | 83                          | 109                         | 142                         | 119                         | 73                          |